# Vasche (Castel Sant'Angelo)
Vasche è una frazione del comune di Castel Sant'Angelo, in provincia di Rieti nel Lazio.
Con una popolazione di quasi 400 abitanti, è il nucleo urbano più popoloso dopo il comune capoluogo da cui dista circa 2 km.

## Monumenti e luoghi d'interesse

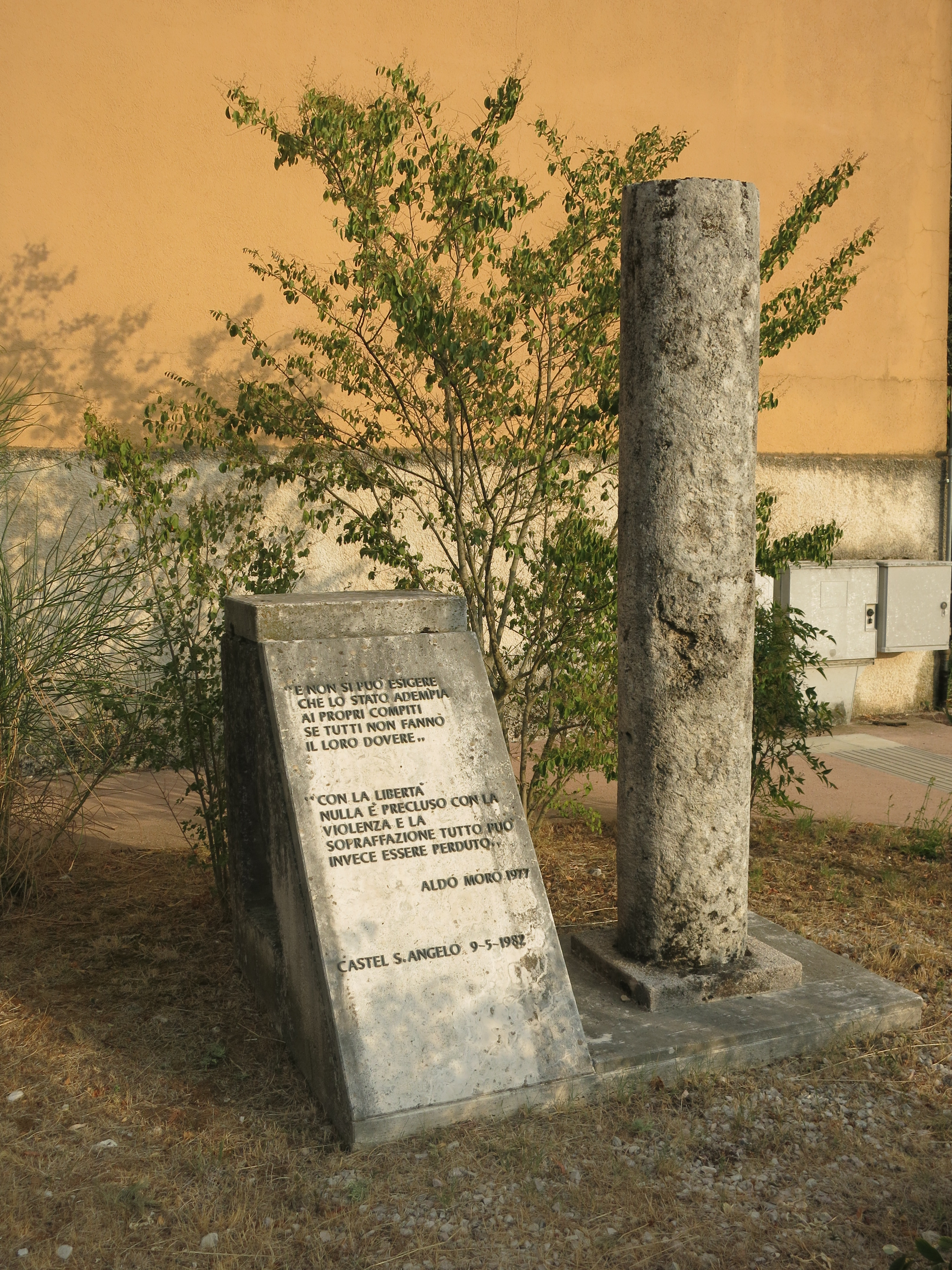
Monumento ad Aldo Moro, posto all'esterno della stazione ferroviaria

Sulla strada provinciale n. 13 che va da Vasche a Castel Sant'Angelo si trova la Chiesa di San Rocco di origine altomedievale, trasformata nel XVI secolo.
Nella frazione si trovano il lago di Paterno o di Cotilia ed altri due piccoli laghi di origine carsica, il lago di mezzo e il lago piccolo (anche detto pozzo di Burino).
Nella stessa località sono presenti tratti dell'antica Via Salaria.

## Infrastrutture e trasporti

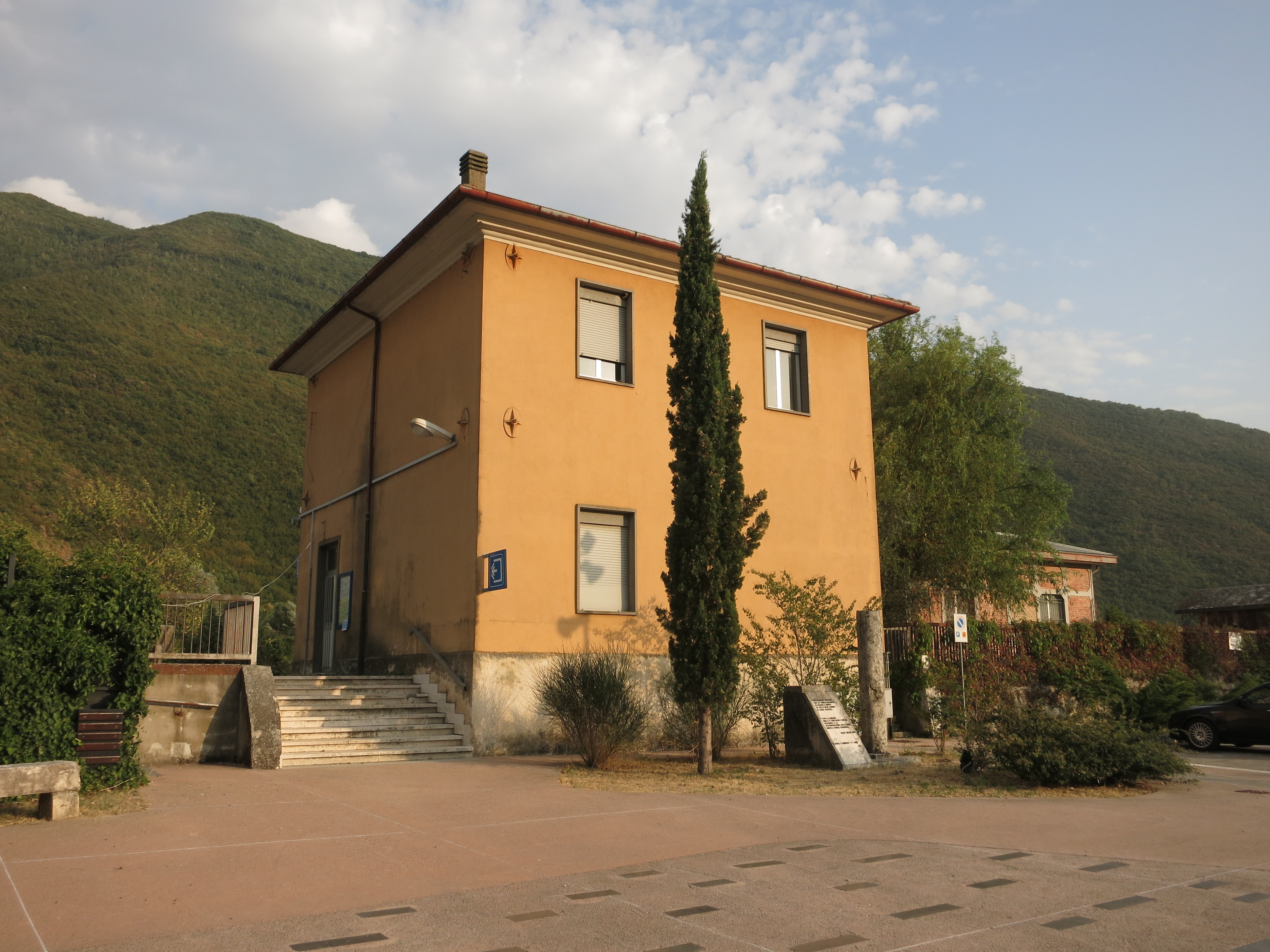
La stazione ferroviaria di Castel Sant'Angelo

Vasche si trova sulla Via Salaria (SS 4).
Nel suo territorio si trova la stazione di Castel Sant'Angelo sulla linea Terni-Sulmona.